# Eliseu Martins (contabilista)
Eliseu Martins (Albertina, 2 de junho de 1945) é um professor universitário e contabilista brasileiro.
Eliseu foi um dos principais representantes no país da escola estadunidense de contabilidade, um dos responsáveis pela reformulação do currículo do curso de Ciências Contábeis no Brasil durante a década de 1980, em que defendeu a inclusão de disciplinas humanísticas na formação do contador. 
Foi da diretoria da Comissão de Valores Mobiliários.

## Biografia
Graduado em Contadoria e Contabilidade pela Universidade de São Paulo, apresentou, em 1972, a sua tese de doutoramento, "Contribuição à avaliação do ativo intangível", tendo por orientador o professor Sérgio de Iudicibus. Em 1979 publicou a sua tese de livre-docência, intitulada Aspectos do lucro e da alavancagem financeira no Brasil.
Em 1983 publicou trabalho conjunto com Hilário Franco e outros professores durante o "II Congresso Interamericano de Educadores da Área Contabil", denominado Currículo Básico do Contador - orientação técnica versus orientação humanística, em que propôs a inclusão no currículo do curso de disciplinas humanísticas, como complemento à valorização da formação eminentemente técnica. Pouco tempo depois, em 1985, integrou o grupo de estudos instituído pelo Conselho Federal de Contabilidade, responsável por elaborar novo currículo para o curso de Ciências Contábeis, como forma de refletir a opinião da sociedade a respeito da profissão de contador.
Foi diretor da Comissão de Valores Mobiliários, autarquia do Ministério da Fazenda do Brasil, no período entre 1985 e 1988. Também atuou como diretor do Banco Central do Brasil e foi representante deste país junto à Organização das Nações Unidas para assuntos de contabilidade e divulgação de informações.
Atualmente, exerce o cargo de professor titular do Departamento de Contabilidade e Atuária da Faculdade de Economia, Administração e Contabilidade da Universidade de São Paulo. Em 2008 voltou a ser indicado para compor a diretoria da Comissão de Valores Mobiliários. Também atua como parecerista, consultor e palestrante da área contábil, integrando conselhos administrativos e fiscais de empresas públicas e privadas.
Em 2024 foi processado pelo Banco Itaú. O Itaú Unibanco entrou com uma ação civil de reparação de danos contra seu ex-CFO, Alexsandro Broedel Lopes, e um sócio dele, Eliseu Martins por fraudes em pareceres contábeis que eram assinados pelo Eiseu Martins e cujos lucros eram repartidos com Broedel. 

## Obras
- Análise Didática das Demonstrações Contábeis - Uma Abordagem Crítica - Editora Atlas - 2020 -  Eliseu Martins, Gilberto José Miranda, Josedilton Alves Diniz
- Análise Avançada das Demonstrações Contábeis - Uma Abordagem Crítica - Editora Atlas - 2020 -  Eliseu Martins, Josedilton Alves Diniz, Gilberto José Miranda
- Avaliação de empresas: Da Mensuração Contábil à Econômica- Editora Atlas - 2001 - Eliseu Martins e FIPECAFI Fundação Instituto de Pesquisas Contábeis, Atuariais e Financeiras
- Aprendendo Contabilidade em moeda constante - Editora Atlas - 1994 -  Eliseu Martins e FIPECAFI
- Contabilidade de Custos - Editora Atlas - 2001
- Contabilidade introdutória (livro texto e livro-exercício) - Editora Atlas - Cecilia Akemi, Edison Castilho, Eliseu Martins, Lázaro Plácido Lisboa, Luiz Benatti, Nena Gerusa Cei, Sergio de Iudicibus e Stephen Charles Kanitz
- Teoria da Contabilidade: Uma Nova Abordagem - Editora Atlas - 2005 - Alexsandro Broedel Lopes e Eliseu Martins